# Jahor Sjaranhovitj
Jahor Aljaksandravitj Sjaranhovitj, belarusiska: Ягор Аляксандравіч Шаранговіч, eller Jegor Aleksandrovitj Sjarangovitj, ryska: Егор Александрович Шарангович, född 6 juni 1998, är en belarusisk professionell ishockeyforward som spelar för New Jersey Devils i National Hockey League (NHL). Han har tidigare spelat för HK Dinamo Minsk i Kontinental Hockey League (KHL) och Dinamo Raubitji i Molodjozjnaja chokkejnaja liga (MHL).
Sjaranhovitj draftades av New Jersey Devils i femte rundan i 2018 års draft som 141:a spelare totalt.

## Statistik
| 2014–2015  | Dinamo Raubitji                 | VL         | 40  | 28 | 15 | 43 | 12 | 3  | 1 | 0 | 1 | 4  |
| 2015–2016  | Dinamo Raubitji                 | MHL        | 30  | 6  | 6  | 12 | 12 | —  | — | — | — | —  |
|            | Dinamo Raubitji                 | VL         | —   | —  | —  | —  | —  | 10 | 3 | 3 | 6 | 10 |
| 2016–2017  | Vitrysslands herrjuniorlandslag |            | 38  | 15 | 13 | 28 | 18 | 2  | 0 | 0 | 0 | 0  |
| 2017–2018  | HK Dinamo Minsk                 | KHL        | 47  | 4  | 8  | 12 | 12 | —  | — | — | — | —  |
| 2018–2019  | Binghamton Devils               | AHL        | 68  | 9  | 8  | 17 | 14 | —  | — | — | — | —  |
| 2019–2020  | Binghamton Devils               | AHL        | 57  | 10 | 15 | 25 | 4  | —  | — | — | — | —  |
| 2020–2021  | New Jersey Devils               | NHL        | 54  | 16 | 14 | 30 | 4  | —  | — | — | — | —  |
|            | HK Dinamo Minsk                 | KHL        | 34  | 17 | 8  | 25 | 41 | —  | — | — | — | —  |
| NHL totalt | NHL totalt                      | NHL totalt | 54  | 16 | 14 | 30 | 4  | —  | — | — | — | —  |
| KHL totalt | KHL totalt                      | KHL totalt | 81  | 21 | 16 | 37 | 53 | —  | — | — | — | —  |
| AHL totalt | AHL totalt                      | AHL totalt | 125 | 19 | 23 | 42 | 18 | —  | — | — | — | —  |

### Internationellt
| Källa: Uppdaterad: 2021-02-19 | Källa: Uppdaterad: 2021-02-19 | Källa: Uppdaterad: 2021-02-19 |         | Utv = Utvisningsminuter | Utv = Utvisningsminuter | Utv = Utvisningsminuter | Utv = Utvisningsminuter | Utv = Utvisningsminuter |
| År                            | Lag                           | Mästerskap                    | Matcher | Mål                     | Assists                 | Poäng                   | Utv                     |                         |
| ----------------------------- | ----------------------------- | ----------------------------- | ------- | ----------------------- | ----------------------- | ----------------------- | ----------------------- | ----------------------- |
| 2015                          | Vitryssland                   | U18-D1                        | 5       | 4                       | 2                       | 6                       | 0                       |                         |
| 2016                          | Vitryssland                   | U18-D1                        | 5       | 2                       | 0                       | 2                       | 0                       |                         |
| 2016                          | Vitryssland                   | JVM                           | 6       | 1                       | 0                       | 1                       | 0                       |                         |
| 2017                          | Vitryssland                   | JVM-D1 A                      | 5       | 0                       | 2                       | 2                       | 2                       |                         |
| 2017                          | Vitryssland                   | VM                            | 7       | 2                       | 1                       | 3                       | 0                       |                         |
| 2018                          | Vitryssland                   | JVM                           | 6       | 3                       | 2                       | 5                       | 0                       |                         |
| 2018                          | Vitryssland                   | VM                            | 7       | 0                       | 1                       | 1                       | 6                       |                         |
| 2019                          | Vitryssland                   | JVM-D1 A                      | 5       | 1                       | 0                       | 1                       | 0                       |                         |
| Junior totalt                 | Junior totalt                 | Junior totalt                 | 32      | 11                      | 6                       | 17                      | 2                       |                         |
| Senior totalt                 | Senior totalt                 | Senior totalt                 | 14      | 2                       | 2                       | 4                       | 6                       |                         |